# Whirlpool (film fra 1970)
 For alternative betydninger, se Whirlpool. (Se også artikler, som begynder med Whirlpool)
Whirlpool er en film instrueret af José Ramón Larraz efter eget manuskript.

## Handling
Sadistisk sex-thriller. Tulia, en ung fotomodel, bliver af den ældre kvinde Sarah inviteret på besøg i en fjerntliggende hytte for at træffe Sarahs "nevø" Theo, en talentfuld, ganske ung fotograf. Fra at drikke whisky og ryge pot går man over til strip poker og siden til sex. Tulia bliver boende og får fornemmelsen af, at hun skal erstatte en anden pige, hvis mystiske forsvinden politiet undersøger. Theo tager billeder af hende, mens hun bliver voldtaget i skoven af en af hans venner. Senere finder Tulia ud af, at Theo har mishandlet og myrdet den forrige pige, og til sidst lider hun selv samme skæbne.